# Eclipse (motorfiets)
Eclipse is een Belgisch historisch merk van motorfietsen.
Het bedrijf Mercury produceerde onder deze naam in 1901 en 1902 1¼pk- of 1½pk-motorfietsjes met een clip-on motor. Deze hadden een Rhumkorff-ontsteking en dreven het achterwiel aan via een platte aandrijfriem.